# راهنمای سفر به روسیه
تلویزیون راهنمای سفر به روسیه (انگلیسی: Russian Travel Guide) که به اختصارRTG TV نامیده می‌شود شبکه‌ای است ۲۴ ساعته که به پخش مستندهایی در مورد جاذبه‌های گردشگری و مناطق دیدنی روسیه به سه زبان روسی، انگلیسی و ترکی می‌پردازد. تمامی برنامه‌های پخش شده در شبکه مدام بروزرسانی شده کمتر به پخش برنامه‌های تکراری و تبلیغات پرداخته می‌شود. در فواصل برنامه‌ها وضعیت اب وهوای روسیه اعلام شده یا به پخش تیزرهای سایر برنامه‌های شبکه پرداخته می‌شود. شبکه RTG قصد دارد تا تعداد زبانهای خود را افزایش داده و بر کیفیت پخش مستندها بیفزاید.
همچنین تلویزیون راهنمای سفر به روسیه قرار است تا بزودی شبکه خود را با کیفیت بالای HD هم پخش کند.

## برنامه‌ها
- فعالیت‌های اوقات فراغت
- هتل‌ها و سرگرمی
- تاریخ روسیه
- سفرهای دریایی
- علم و فناوری
- غذاهای مردم روسیه
- مردم روسیه
- حیوانات روسیه
- فرهنگ مردم روسیه
- شکار و ماهیگیری
- طبیعت روسیه
- سفر به شهرستان
- دین روسیه
- قوم روسیه

## جوایز
- ۲۰۰۹: نامزد دریافت جایزه بهترین کانال موضوعی
- سپتامبر۲۰۱۰: برنده بهترین برنامه تلویزیونی ملی روسیه بخاطر "افسانه Senkevich"
- نوامبر ۲۰۱۰: دریافت جایزه بهترین شبکه تلویزیونی مستند به نمایندگی از روسیه در جشنواره هاتبرد
- نوامبر ۲۰۱۰: جایزه انجمن بین‌المللی صداسیمای اروپا
- دسامبر ۲۰۱۰: بهترین رسانه جمعی در گسترش صعنت گردشگری در روسیه
- نوامبر۲۰۱۱: برنده جایزه بهترین فیلم موضوعی از انجمن بین‌المللی صداسیما اروپا
- نوامبر۲۰۱۱: برنده جایزه بهترین فیلم مستند از جشنواره بین‌المللی فیلمهای گردشگری